# Phare de Long Point
Le phare de Long Point (en anglais : Long Point Light) est un phare actif situé sur Long Point (Cape Cod) (en) dans le Comté de Barnstable (État du Massachusetts).
Il est inscrit au Registre national des lieux historiques depuis le 28 septembre 1987 .

## Histoire
Le phare situé à la pointe nord-est de Long Point, à Provincetown, et marque la limite sud-ouest de l'entrée de son port.
En vertu d'une loi adoptée par le Congrès le 18 mai 1826, le gouvernement des États-Unis avait réservé 2.500 dollars pour acquérir un terrain à l'extrémité de Long Point et créer un phare pour guider les marins vers le port de pêche.
Achevé en 1827, le premier phare de Long Point était une maison-phare en bois avec une lanterne octogonale centrée sur le sommet du toit. L'accès à la lanterne se faisait par un escalier en colimaçon à partir du dernier étage de la maison. Ce style architectural, commun à plusieurs phares du début du XIXe siècle du Cap Cod, a été surnommé le "Cape Cod style (en)" comme d'autres phares le long de la côte du Pacifique. Sa lanterne a été allumée par une lentille de Fresnel de sixième ordre en 1856. En 1873, un rapport de l'inspecteur des phares faisait état d'une érosion importante, de pieux en bois apparents et d'un mauvais état général du phare, craignant qu'une forte tempête ne l'emporte.
Peu de temps après, l'United States Lighthouse Board a décidé de remplacer l'ensemble de la structure. Le phare actuel en brique de hauteur, ainsi qu'une maison de gardien d'un étage et demi ont été achevés en 1875. Le phare comprenait une lentille de Fresnel de cinquième ordre plus grande et une cloche de brume de 540 kg installée au nord de la tour. En 1904, la station fut complétée d'un bâtiment pour stocker correctement les matériaux inflammables utilisés pour l'éclairage. En 1927, l'intensité de la lumière a été réduite à 29.000 candelas.
Le phare a été automatisé en 1952 et une optique moderne a remplacé la lentille de Fresnel. En 1982, il est devenu le deuxième phare du Massachusetts à être équipé de panneaux solaires pour alimenter les équipements d'éclairage et de signalisation de brouillard. La maison du gardien abandonné et le bâtiment de signalisation de brouillard ont été démolis à peu près au même moment.Le phare et bâtiment à carburant sont les seules structures laissées sur Long Point, qui fait maintenant partie du Cape Cod National Seashore, une aire protégée depuis 1961.
Actuellement, la garde côtière américaine possède et contrôle les trois phares de Provincetown (le phare de Long Point, le phare de Wood End et le phare de Race Point). Il est loué et entretenu par le chapitre de Cape Cod de l’American Lighthouse Foundation (en). Les terrains sont ouverts au public mais la tour n'est pas visitable. En décembre 2009, des défenseurs de l'environnement ont proposé de reconstruire la maison du gardien en tant que chambre d'hôtes, à l'instar de l'opération du phare de Race Point.

### Le village de Long Point
Depuis sa création en 1827 jusqu'à la fin des années 1850, le phare partageait la péninsule avec le village florissant de Long Point. En 1830, le phare devint le site de la première école de Long Point, en commençant par trois enfants seulement. [9] Le village a grandi pour inclure les maisons de 38 familles de pêcheurs, une école avec jusqu'à 60 enfants, un bureau de poste, une boulangerie, des débarcadères de bateaux, des brise-lames et plusieurs salines qui utilisaient des moulins à vent pour pomper l'eau de mer. Pour diverses raisons cette situation a pris fin. La plupart des familles ont emmené leur maison quand elles sont parties (les maisons ont été placées sur des radeaux et ont traversé le port en direction du West End de Provincetown). Plusieurs de ces maisons «flottantes» historiques sont toujours debout et peuvent être identifiées en recherchant les plaques bleues et blanches distinctives.

### Long Point Battery
Vers le milieu de la guerre de Sécession, en 1863, l'Union Army construisit des fortifications appelées Long Point Battery. Il se composait de deux batteries d'artillerie avec neuf canons de 32-pounder (en), ainsi que d'une caserne pouvant accueillir une compagnie de 98 soldats, un quartier d'officiers et des écuries. La base fut opérationnelle jusqu'en 1872, mais elle n'a jamais été combattue. En conséquence, les habitants ont appelé les batteries "Fort Useless" et "Fort Ridiculous".

## Description
Le phare  est une tour quadrangulaire en brique, avec une galerie et une lanterne de 12 m de haut. La tour est peinte en blanc et la lanterne est noire. Son feu à occultation émet, à une hauteur focale de 11 m, un long éclat vert de 3 secondes par période de 4 secondes. Sa portée est de 8 milles nautiques (environ 15 km).
Il est aussi équipé d'une corne de brume radiocommandée émettant un blast par période de 15 secondes.

## Caractéristiques dufeu maritime
Fréquence : 4 secondes (G)
- Lumière : 3 secondes
- Obscurité : 1 seconde

Identifiant : ARLHS : USA-450 ; USCG : 1-13275 - Amirauté : J0382 .
|            |
| Long Point |

|         |
| Cap Cod |

|                  |
| Le premier phare |

|          |
| Le phare |

### Lien connexe
- Liste des phares du Massachusetts